# Mabrouk Zayed
Mabrouk Zayed, né le 11 février 1979 à Riyad, est un footballeur saoudien. Il joue au poste de gardien de but avec l'équipe d'Arabie saoudite et le club de Al Ittihad Djeddah.

## Carrière

### En club
- 2000- : Al Ittihad Djeddah -  Arabie saoudite

### En équipe nationale
Il a succédé à Mohammed al-Deayea quand ce dernier a quitté momentanément la sélection saoudienne.
Zayed participe à la coupe du monde 2006 avec l'équipe d'Arabie saoudite.
Il compte 36 sélections entre 2001 et 2006.

## Palmarès
- Champion d'Arabie saoudite en  2003
- Vainqueur de la Ligue des Champions de l'AFC en 2004,  2005